# Okręty podwodne typu U-48
Okręty podwodne typu U-48 – typ czterech okrętów podwodnych budowanych dla austro-węgierskiej marynarki Kaiserliche und Königliche Kriegsmarine w czasie I wojny światowej. Projekt okrętów bazował na planach niemieckich. Marynarka zleciła rozpocząć budowę okrętów w Poli we wrześniu 1916. Jedynie dwóm z czterech planowanych okrętów położono stępki, ale żadnego z nich nie zwodowano. Oba nieukończone kadłuby złomowano po zakończeniu wojny.

## Projekt
Flota austro-węgierskich okrętów podwodnych była w większości przestarzała w momencie wybuchu I wojny światowej. Przez pierwsze dwa lata wojny austro-węgierska marynarka skupiała swoje wysiłki na zbudowaniu podwodnej floty dla obrony własnych wybrzeży Adriatyku. Gdy jednostki tego rodzaju znajdowały się już w budowie lub zostały nabyte od Niemiec, skierowano wysiłki na zbudowanie większych okrętów, mogących operować także na znacznie większym akwenie Morza Śródziemnego.
W styczniu 1916 Cantiere Navale Triestino (CNT) zakupiła plany 800-tonowego okrętu podwodnego od niemieckiej firmy AG Weser z Bremy. Austro-węgierskie modyfikacje planów spowodowały, że wyporność jednostki sięgnęła 818 t na powierzchni i 1184 t w zanurzeniu. Okręty miały mieć długość 73,25 m i szerokość 6,68 m oraz zanurzenie (na powierzchni) 3,3 m. Miały być napędzane dwoma silnikami Diesla o mocy 2400 bhp (1800 kW) na powierzchni lub dwoma silnikami elektrycznymi o mocy 1200 shp (890 kW) w zanurzeniu, poruszającymi dwie śruby. Miało to zapewniać prędkość 16,25 węzła na powierzchni i 8,5 węzła w zanurzeniu. Okręty miały mieć załogę składającą się z 32 ludzi. 
Projekt okrętów typu U-48 przewidywał uzbrojenie ich w sześć wyrzutni torpedowych kal. 450 mm – cztery na dziobie i dwie na rufie – oraz zapas dziewięciu torped. Według pierwotnych planów, uzbrojenie uzupełniały dwa działa pokładowe kal. 90 mm/L35, które na trzecim i czwartym okręcie miały zostać zamienione na dwa działa 120 mm/L35.

## Budowa
We wrześniu 1916 roku, stocznia Cantiere Navale Triestino otrzymała od marynarki kontrakt na budowę dwóch jednostek: U-48 oraz U-49, z zastrzeżeniem, że okręty zostaną wybudowane w Budapeszcie, a jedynie końcowe wyposażanie przeprowadzone zostanie w stoczni w Poli. Po rozpoczęciu budowy pierwszych dwóch okrętów, jeszcze przed zakończeniem wojny złożono zamówienie na dalsze jednostki U-58 oraz U-59. Dwie pierwsze jednostki typu U-48 były dwoma okrętami z sześciu, nad którymi prowadzono prace w 1916 roku
Pomimo tego, że CNT otrzymało kompletne plany od AG Weser, austro-węgierskie zmiany w planach opóźniły rozpoczęcie budowy. Dodatkowe zmiany dokonywane już po rozpoczęciu prac stoczniowych także opóźniały jej proces. Nakładający się na to brak zarówno materiałów, jak i wykwalifikowanej siły roboczej również przyczyniał się do spowolnienia postępów prac. W rezultacie żaden z pierwszych okrętów nie został ukończony, ani nawet zwodowany, a budowa drugiej pary jednostek została anulowana przed położeniem stępek. U-48 był ukończony w 70% w momencie zakończenia wojny, a U-49 w 55%. Obie jednostki zostały zezłomowane na pochylniach w 1920.